# 克里斯蒂安·萨普
克里斯蒂安·萨普（Cristián Samper，1965年9月25日—），美国生物学家，史密森尼自然历史博物馆馆长.。